# El ickabog
El ickabog es un cuento de hadas de la escritora J. K. Rowling. Rowling publica gratuitamente el relato en línea por entregas, comenzando en mayo de 2020 y culminando en julio. El mes de noviembre de 2020, la obra íntegra se publicó como libro. El ickabog es la primera obra para el público infantil de Rowling desde Harry Potter y las Reliquias de la Muerte, publicada en 2007.
Rowling citó la pandemia global de enfermedad por coronavirus de 2020 como factor motivante a la publicación de la obra. La escritora explicó que su intención era publicar el texto después de lanzar la séptima y última novela de Harry Potter en 2007, pero pensó que de alguna manera la historia «pertenecía» a sus dos hijos menores, así que decidió guardar el manuscrito y publicar una novela para adultos en su lugar.
Los primeros dos capítulos se pusieron a disposición del público el 26 de mayo de 2020; el 24 de julio se publicará el final.
La autora expresó en Twitter que las ediciones físicas de El ickabog contarían con ilustraciones creadas por niños de siete a 12 años y anunció concursos en línea a esos efectos. Ediciones Salamandra, sello de Penguin Random House Grupo Editorial que traduce a Rowling, organiza el concurso para ilustrar la edición en castellano.
Al anunciar la historia, Rowling comentó que su trama trata sobre «la verdad y el abuso de poder», aunque añadió que no es intención del texto «ser leído como respuesta a algún acontecimiento actual. […] La temática es atemporal y se puede aplicar a cualquier era o país».